# Sialinsyre
Sialinsyre er et generisk navn for N- eller O-substituterede derivater af neuraminsyre, et monosaccharid med ni kulstofatomer
Sialinsyre anvendes også som navn på N-acetylneuramin.
Sialinsyrer findes vidt udbredt i mennesker og dyr, i mindre udstrækning i planter og svampe, gær og bakterier, mestendels i glycoconjugater som glycoproteiner og gangliosider.

## Glycoproteiner
Sialinsyre indgår i mange animale glycoproteiner som den terminale gruppe i kulhydratdelen, specielt i plasmaproteiner og membranproteiner, dvs. proteiner på celleoverfladen. En almindelig forekommende forskel i mængden af sialinsyre på det enkelte protein-molekyle resulterer i forekomsten af såkaldte glycoformer. Plasmaproteinerne bliver trukket ud af cirkulation, når de mister sialinsyren, via en specifik receptor i leveren, et lectin.
En speciel variant af kulhydrat-strukturen træffes på N-CAM, neuronal cell adhesion molecule, et glycoprotein, der findes på overfladen af nerveceller. Her findes polysialinsyre, PSA, der menes at bestemme molekylets biologiske funktion.

## Eksterne links
- Sialic acid in evolution
- Sialic acid in UniProt knowledgebase (Webside ikke længere tilgængelig)